# Муравьи (Черниговская область)
Муравьи (укр. Мурав'ї) — село в Новгород-Северском районе Черниговской области Украины. Население — 181 человек. Занимает площадь 1,22 км².
Орган местного самоуправления — Гремячский сельский совет. Почтовый адрес: 16020, Черниговская обл., Новгород-Северский р-н, с. Гремяч, ул. Ленина, 173.
Село было основано казаками в 1600 году. В свое время Муравьи были даже в статусе собственнического городка. В 1897 году здесь проживало 624 человека. В 1964 году в Муравьях построили школу. Сейчас в селе живёт не более 50 человек.